# Wildberries
Wildberries (in russo «Вайлдберриз») è il più grande rivenditore online della Russia con due milioni di visitatori al giorno.

## Storia
Venne fondato nel 2004 all'età di 28 anni da Tat'jana Bakal'čuk nel suo appartamento di Mosca mentre era a casa in maternità dalla sua professione di insegnante di inglese. La donna infatti realizzò come fosse difficile per lei e per le altre giovani madri comprare abbigliamento con un neonato a casa. Suo marito, Vladislav, un tecnico informatico, lasciò il suo lavoro e l'aiutò per fare crescere l'attività.
All'inizio l'attività è artigianale, le prime merci sono acquistate dal sito di e-commerce tedesco Otto, fotografate e rivendute on line su Wildberries dall'abitazione dei due coniugi. Dopo un anno c'è bisogno per le consegne di un sistema di corrieri. Ma è stata la crisi finanziaria del 2008 ad aiutare in particolare l'espansione della società, dal momento che le imprese straniere hanno scaricato i loro prodotti in eccesso praticando forti sconti.
Nel 2017 Wildberries ha realizzato un fatturato di 1 miliardo di dollari, vendendo 15.000 brand di abbigliamento, scarpe, cosmetici, prodotti casalinghi, elettronica, libri, gioielleria, cibo, altro ancora e superando le vendite di Ulmart. Nel 2018 la società è operativa in cinque paesi: Russia, Bielorussia, Kazakistan, Kirghizistan e Armenia, con più di 20.000 dipendenti, riuscendo ad evadere 400.000 ordini nell'arco di un giorno e realizzando vendite per 1,9 miliardi di dollari con due milioni di visitatori al giorno.
Alla fine del 2019, la società ha iniziato a pensare di espandersi in Europa, aprendo nel gennaio 2020 la prima sede in Polonia, a Varsavia. I dipendenti sono diventati nel complesso 32.000. Secondo Forbes, Tat'jana Bakal'čuk è la donna più ricca di Russia con un patrimonio stimato in 1,4 miliardi di dollari e compare nel 2019 nella lista sempre di Forbes delle dieci più importanti neomiliardarie del mondo.